# 국군포천병원
국군포천병원(國軍抱川病院)은 대한민국 국군에 대한 체계적인 의료지원을 위해 설립된 대한민국 국방부 국군의무사령부 소속의 국군병원으로 국군포천병원장은 대령으로 보한다. 경기도 포천시 화현면 화현리 14에 위치하고 있다.
2018년 5월 1일 "국군포천병원"으로 명칭변경되었다.

## 진료 과목
- 내과
- 정신건강의학과
- 외과
- 정형외과
- 신경외과
- 마취통증의학과
- 산부인과
- 안과
- 이비인후과
- 피부과
- 비뇨기과
- 영상의학과
- 응급의학과
- 구강악안면외과
- 치과보철과
- 치주과
- 치과보존과